# Деян Максич
Деян Максич (на сръбски: Дејан Максић; на сърбохърватски: Dejan Maksič). Сръбски футболист, вратар, роден на 20 септември 1975 г. Играл е във ФК Чукарички (Сърбия и Черна гора) и иранския ФК Пегах. Футболист на ПФК ЦСКА от март до декември 2005. След това е играл в турския Самсунспор. От 2008 г. е играч на малтийския Флориана.